# Берингер, Мелани
Мелани Берингер (нем. Melanie Behringer; род. 18 ноября 1985, Лёррах, Баден-Вюртемберг) — немецкая футболистка, выступавшая на позиции полузащитника. Чемпион мира (2007), двукратный чемпион Европы (2009 и 2013), победитель летних Олимпийских игр 2016, бронзовый призёр летних Олимпийских игр 2008 в составе сборной Германии.

## Карьера

### Клубная
Мелани Берингер начала карьеру в молодёжных командах «СпВгг Утценфельд» и «Хаузен». В 2003 году присоединилась к клубу «Фрайбург», в составе которого выступала в течение пяти сезонов. В сезоне 2008/09 Берингер переходит в мюнхенскую «Баварию», в составе которой в этом же сезоне становится обладателем второго места национального чемпионата. В 2010 году входит в состав «Франкфурта», с которым дважды выигрывает Кубок Германии (2010/11 и 2013/14). Летом 2014 года вновь вернулась в «Баварию».

### В сборной
С 2002 года выступала за юношескую и молодёжную сборные Германии. Дебютировала в основной сборной в матче против Китая в январе 2005 года. В составе сборной стала чемпионом мира (2007), двукратным чемпионом Европы (2009 и 2013), бронзовым призёром летних Олимпийских игр (2008).
В сентябре 2009 года дальним ударом поразила ворота сборной Англии. Этот гол стал лучшим голом месяца в Германии.

## Достижения

### Клубные
«Бавария»
- Чемпионат Германии: серебряный призёр 2008/09

«Франкфурт»
- Чемпионат Германии: серебряный призёр 2010/11
- Кубок Германии: победитель (2) 2010/11, 2013/
- Чемпионат мира: победитель 2007
- Чемпионат Европы: победитель (2) 2009, 2013
- Олимпийские игры: бронзовый призёр 2008
- Олимпийские игры: победитель 2016
- Кубок Алгарве: победитель (3) 2006, 2012, 2014
- Чемпионат мира (до 20 лет): победитель 2004
- Чемпионат Европы (до 19 лет): серебряный призёр 2004

### Индивидуальные
- Серебряный лавровый лист[8]
- Лучший гол месяца (сентябрь 2009 года)[7]